# أوشينسايد (كاليفورنيا)
أوشينسايد(بالإنجليزية: Oceanside)‏ هي إحدى مدن مقاطعة سان ديغو، كاليفورنيا. تم إعطاءها لقب مدينة في 3 يوليو، 1888.

## التركيبة السكانية
حدّد مكتب تعداد الولايات المتحدة بيانات التركيبة السكانية لأوشينسايد في تعداد الولايات المتحدة. في ما يلي، التركيبة السكانية حسب تعدادي 2000 و2010.

### تعداد عام 2000
بلغ عدد سكان أوشينسايد 161,029 نسمة بحسب تعداد عام 2000، وبلغ عدد الأسر 56,488 أسرة وعدد العائلات 39,285 عائلة مقيمة في المدينة. في حين سجلت الكثافة السكانية 1,474.8 نسمة لكل كيلومتر مربع (3,819.7/ميل2). وبلغ عدد الوحدات السكنية 59,581 وحدة بمتوسط كثافة قدره 545.7 لكل كيلومتر مربع (1,413.4/ميل2).
وتوزع التركيب العرقي للمدينة بنسبة 66.36% من البيض و6.33% من الأمريكيين الأفارقة و0.85% من الأمريكيين الأصليين و5.52% من الأمريكيين ذوي الأصول الآسيوية و1.27% من سكان جزر المحيط الهادئ و14.50% من الأعراق الأخرى و5.17% من عرقين مختلطين أو أكثر و30.24% من الهسبانيون أو اللاتينيون من أي عرق.
بلغ عدد الأسر 56,488 أسرة كانت نسبة 38.6% منها لديها أطفال تحت سن الثامنة عشر تعيش معهم، وبلغت نسبة الأزواج القاطنين مع بعضهم البعض 54.1% من أصل المجموع الكلي للأسر، ونسبة 11% من الأسر كان لديها معيلات من الإناث دون وجود شريك، بينما كانت نسبة 4.4% من الأسر لديها معيلون من الذكور دون وجود شريكة وكانت نسبة 30.5% من غير العائلات. تألفت نسبة 22.7% من أصل جميع الأسر من عدة أفراد يعيشون في نفس المنزل ونسبة 10.2% كانت تتألف من شخص يعيش بمفرده يبلغ من العمر 65 عاماً أو أكثر. وبلغ متوسط حجم الأسرة المعيشية 2.83، أما متوسط حجم العائلات فبلغ 3.33.
بلغ العمر الوسطي للسكان 33.3 عاماً. وكانت نسبة 27.5% من القاطنين تحت سن الثامنة عشر، وكانت نسبة 10.1% بين الثامنة عشر والرابعة والعشرين عاماً، ونسبة 30.8% كانت واقعةً في الفئة العمرية ما بين الخامسة والعشرين والرابعة والأربعين عاماً، ونسبة 17.5% كانت ما بين الخامسة والأربعين والرابعة والستين، ونسبة 13.3% كانت ضمن فئة الخامسة والستين عاماً فما فوق. يوجد لكل 100 أنثى 98.0 ذكر، ويوجد لكل 100 أنثى في الثامنة عشر من عمرها فما فوق 95.9 ذكر.
بلغ متوسط دخل الأسرة في المدينة 46,301 دولارًا، أما متوسط دخل العائلة فبلغ 52,232 دولارًا. وكان متوسط دخل الذكور 34,772 دولارًا مقابل 27,962 دولارًا للإناث. وسجل دخل الفرد الخاص بالمدينة 20,329 دولارًا. وكانت نسبة 8.2% من العائلات ونسبة 11.6% من السكان تحت خط الفقر، وكان من هؤلاء نسبة 16.6% تحت سن الثامنة عشر ونسبة 5.7% في الخامسة والستين من العمر وما فوق.

### تعداد عام 2010
بلغ عدد سكان أوشينسايد 167,086 نسمة بحسب تعداد عام 2010، وبلغ عدد الأسر 59,238 أسرة وعدد العائلات 40,259 عائلة مقيمة في المدينة. في حين سجلت الكثافة السكانية 1,530.2 نسمة لكل كيلومتر مربع (3,963.2/ميل2). وبلغ عدد الوحدات السكنية 64,435 وحدة بمتوسط كثافة قدره 590.1 لكل كيلومتر مربع (1,528.4/ميل2).
وتوزع التركيب العرقي للمدينة بنسبة 65.25% من البيض و4.71% من الأمريكيين الأفارقة و0.83% من الأمريكيين الأصليين و6.63% من الأمريكيين ذوي الأصول الآسيوية و1.28% من سكان جزر المحيط الهادئ و15.49% من الأعراق الأخرى و5.80% من عرقين مختلطين أو أكثر و35.88% من الهسبانيون أو اللاتينيون من أي عرق.
بلغ عدد الأسر 59,238 أسرة كانت نسبة 34.6% منها لديها أطفال تحت سن الثامنة عشر تعيش معهم، وبلغت نسبة الأزواج القاطنين مع بعضهم البعض 51% من أصل المجموع الكلي للأسر، ونسبة 11.7% من الأسر كان لديها معيلات من الإناث دون وجود شريك، بينما كانت نسبة 5.3% من الأسر لديها معيلون من الذكور دون وجود شريكة وكانت نسبة 32% من غير العائلات. تألفت نسبة 23.8% من أصل جميع الأسر من عدة أفراد يعيشون في نفس المنزل ونسبة 10.4% كانت تتألف من شخص يعيش بمفرده يبلغ من العمر 65 عاماً أو أكثر. وبلغ متوسط حجم الأسرة المعيشية 2.80، أما متوسط حجم العائلات فبلغ 3.32.
بلغ العمر الوسطي للسكان 35.2 عاماً. وكانت نسبة 23.8% من القاطنين تحت سن الثامنة عشر، وكانت نسبة 11.4% بين الثامنة عشر والرابعة والعشرين عاماً، ونسبة 27.4% كانت واقعةً في الفئة العمرية ما بين الخامسة والعشرين والرابعة والأربعين عاماً، ونسبة 24.5% كانت ما بين الخامسة والأربعين والرابعة والستين، ونسبة 12.9% كانت ضمن فئة الخامسة والستين عاماً فما فوق. وتوزع التركيب الجنسي للسكان بنسبة 49.3% ذكور و50.7% إناث.

## المناخ
يظهر الجدول التالي التغييرات المناخية على مدار السنة لأوشينسايد:
| البيانات المناخية لـأوشينسايد     | البيانات المناخية لـأوشينسايد | البيانات المناخية لـأوشينسايد | البيانات المناخية لـأوشينسايد | البيانات المناخية لـأوشينسايد | البيانات المناخية لـأوشينسايد | البيانات المناخية لـأوشينسايد | البيانات المناخية لـأوشينسايد | البيانات المناخية لـأوشينسايد | البيانات المناخية لـأوشينسايد | البيانات المناخية لـأوشينسايد | البيانات المناخية لـأوشينسايد | البيانات المناخية لـأوشينسايد | البيانات المناخية لـأوشينسايد |
| الشهر                             | يناير                         | فبراير                        | مارس                          | أبريل                         | مايو                          | يونيو                         | يوليو                         | أغسطس                         | سبتمبر                        | أكتوبر                        | نوفمبر                        | ديسمبر                        | المعدل السنوي                 |
| --------------------------------- | ----------------------------- | ----------------------------- | ----------------------------- | ----------------------------- | ----------------------------- | ----------------------------- | ----------------------------- | ----------------------------- | ----------------------------- | ----------------------------- | ----------------------------- | ----------------------------- | ----------------------------- |
| الدرجة القصوى °ف (°م)             | 87 (31)                       | 90 (32)                       | 90 (32)                       | 93 (34)                       | 89 (32)                       | 93 (34)                       | 103 (39)                      | 94 (34)                       | 108 (42)                      | 105 (41)                      | 100 (38)                      | 90 (32)                       | 108 (42)                      |
| متوسط درجة الحرارة الكبرى °ف (°م) | 62.6 (17.0)                   | 61.8 (16.6)                   | 62.4 (16.9)                   | 63.2 (17.3)                   | 64.8 (18.2)                   | 67.1 (19.5)                   | 69.8 (21.0)                   | 71.4 (21.9)                   | 70.8 (21.6)                   | 68.7 (20.4)                   | 65.8 (18.8)                   | 62.9 (17.2)                   | 65.9 (18.9)                   |
| متوسط درجة الحرارة الصغرى °ف (°م) | 44.6 (7.0)                    | 46.3 (7.9)                    | 48.8 (9.3)                    | 52.1 (11.2)                   | 55.9 (13.3)                   | 60.3 (15.7)                   | 62.8 (17.1)                   | 64.4 (18.0)                   | 61.8 (16.6)                   | 56.8 (13.8)                   | 49.8 (9.9)                    | 44.8 (7.1)                    | 54.0 (12.2)                   |
| أدنى درجة حرارة °ف (°م)           | 20 (−7)                       | 28 (−2)                       | 34 (1)                        | 33 (1)                        | 38 (3)                        | 43 (6)                        | 44 (7)                        | 47 (8)                        | 43 (6)                        | 36 (2)                        | 29 (−2)                       | 27 (−3)                       | 20 (−7)                       |
| الهطول إنش (مم)                   | 2.02 (51)                     | 2.36 (60)                     | 1.50 (38)                     | 0.96 (24)                     | 0.13 (3.3)                    | 0.10 (2.5)                    | 0.01 (0.25)                   | 0.04 (1.0)                    | 0.22 (5.6)                    | 0.64 (16)                     | 0.84 (21)                     | 1.58 (40)                     | 10.4 (262.65)                 |
| المصدر: The Weather Channel       |                               |                               |                               |                               |                               |                               |                               |                               |                               |                               |                               |                               |                               |

## توأمة
لأوسيانسيدي (كاليفورنيا) اتفاقيات توأمة مع كل من:
- آنا [الإنجليزية]‏
- إنسينادا
- Fuji, Saga [الإنجليزية]‏
- كيسارازو

## أعلام
- ستيفي سالاس
- بروس تشرشل موراي
- إزرائيل هوتون
- إيرل تومسون
- ماكس هينديل
- أنيسة جونز
- إفلين هال
- كابي بونديكستير
- ديفن لوغان
- إلانا مايرز